# Шпиц, Карл
Карл Шпиц (26 августа 1894 или 24 августа 1894, Германская империя — 15 сентября 1976, Лос-Анджелес, Калифорния) — голливудский дрессировщик собак, наиболее известен тем, что владел и дрессировал керн-терьера Терри, сыгравшую Тото в фэнтезийном фильме MGM 1939 года «Волшебник страны Оз». Шпиц разработал метод использования беззвучных сигналов рукой для управления животным.

## Карьера
Шпиц родился в Германии, где во время Первой мировой войны тренировал военных и полицейских собак. Он учился у Конрада Моста, пионера дрессировки собак. Шпиц эмигрировал в Соединённые Штаты в 1926 году и открыл Голливудскую школу дрессировки собак. По словам сценариста Джейн Холл, Шпиц просмотрел книгу «Удивительный волшебник из страны Оз», «выбирая все приемы и манеры, которые должны быть у Тото», и соответствующим образом обучил Терри. Шпиц также тренировал Бака, сенбернара из фильма «Зов предков» с Кларком Гейблом в главной роли. Позже Шпиц стал человеком, ответственным за создание американской программы War-Dog времен Второй мировой войны. Он появился в программе You Bet Your Life 22 февраля 1950 года, где сообщил, что родом из «окрестностей Гейдельберга».
Шпиц умер в 1976 году в округе Лос-Анджелес, штат Калифорния, в возрасте 82 лет и был похоронен на кладбище Мемориального парка Форест-Лоун в Глендейле в Большом мавзолее в секции Ирисов Колумбария.